# Lars Theander

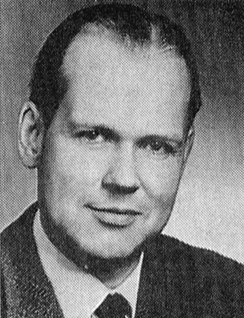
Lars Theander

Lars Ingemar Theander, född 28 juli 1924 i Madesjö församling i Kalmar län, död 13 april 2006 i Kalmar domkyrkoförsamling, var en svensk arkitekt.
Lars Theander, som var son till nämndeman Enok Theander och Anna Ljungdahl, avlade studentexamen i Kalmar 1944 och utexaminerades från Chalmers tekniska högskola 1950. Han var anställd hos arkitekt Nils E. Larsson 1949 och hos arkitekt Lars-Erik Lallerstedt 1950. Han anställdes hos arkitekt Arne Delborn 1951 och blev delägare i Reed Andersson-Arne Delborn Arkitektkontor AB 1960. Vid detta företag, som ändrade namn till Atrio Arkitekter 1962, stannade han till pensioneringen 1989.

## Verk i urval
- Affärs- och bostadshus i Borgholm.
- Adventkyrkan i Kalmar.
- Norregårdsskolan i Växjö.
- Paradisskolan i Madesjö.

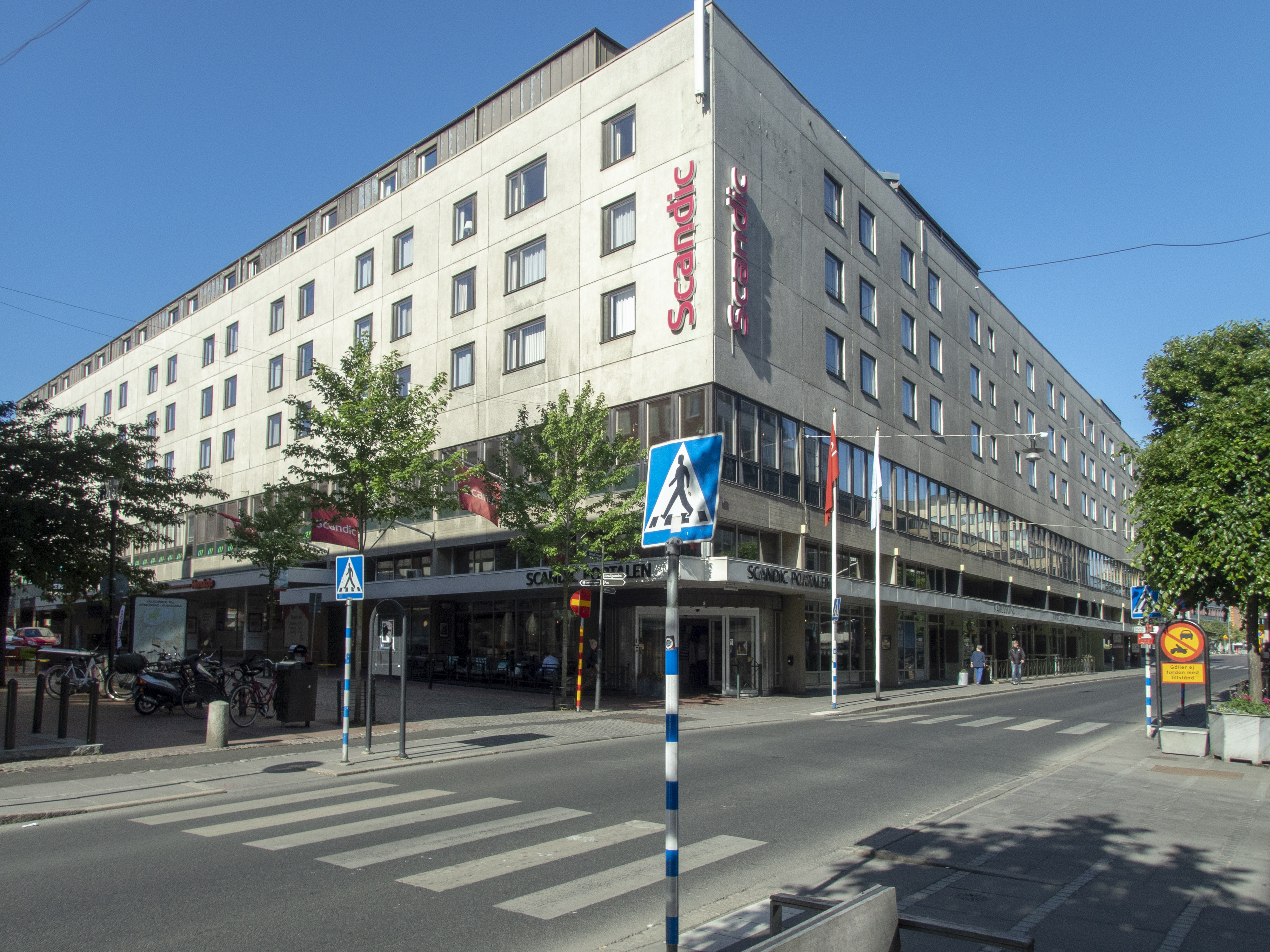
Scandic Portalen, Jönköping

- Affärs- och kontorshus för Skånska Cementgjuteriet, Kalmar läns hushållningssällskap och länsstyrelsen.
- Smedhusen i Orrefors.
- Hemslöjden i Kalmar.
- Ny glashytta i Sandvik, Hovmantorp.
- Bilverkstäder för Liljas i Kalmar och Nybro.
- Betongelementbyggnader i Kalmar: Lastvagnsverkstad, diverse kontorshus, om- och nybyggnad av kontors-, bostads- och affärshus i kvarteret Åldermannen 26 i Kalmar.
- Diverse bostadshus för Löfkvists byggnadsfirma, kvarteren Skoflickaren, Braxen och Mältaren i Kalmar.
- Beijers byggvaruhus i Kalmar.